# 早期宇宙時間線
早期宇宙時間線或宇宙形成年表概述了宇宙從大爆炸（137.99±0.21億年前）到今天的形成和隨後的演變。曆元（英語：epoch）是一個時刻，從這個時刻開始，自然或環境發生了變化，標誌著一個新的時代或年代的開始。
這個表單中的時間是從宇宙大爆炸的那一刻開始計算的。

## 最初的20分鐘

### 普朗克時期
- c. 0 秒（137.99 ± 0.21億年)：普朗克時期開始：最早有意義的時間。大爆炸發生時，普通的空間和時間從量子引力理論或「萬有理論」描述的原始狀態（可能是虛粒子或假真空）發展而來。 整個可見宇宙的所有物質和能量都包含在一個令人難以想像的炙熱緻密點（引力奇點）中，這個點的大小是核粒子的十億分之一。這種狀態被描述為粒子沙漠。因為現時還沒有有效的方法來測試這麼遠的時空，所以除了少許一些不夠詳細的細節外，關於宇宙歷史最早時刻的討論主要是推論。WIMPs（英語：weakly interacting massive particles，弱相互作用的大質量粒子）或暗物質和暗能量可能已經出現，並成為奇點擴展的催化劑。嬰兒宇宙開始向外膨脹時冷卻。它幾乎是完全平滑的，量子變化開始引起密度的輕微變化。

### 大一統時期
- c. 10−43秒：大一統時期開始：當宇宙仍然是無窮小的時候，它已經冷卻到1032k。引力分離並開始作用於宇宙，剩餘的基本力仍然被大統一力或大統一理論（GUT，Grand Unified Theory）中，由（假設的）X及Y玻色子介導，穩定著。在這一時期，初期的物質在重子和輕子狀態之間波動[1]。

### 電弱時期
- c. 10−36秒：電弱時期開始：宇宙冷卻至1028k。結果是，不同於電弱力的强核力，可能助長了宇宙的暴脹。X和Y玻色子的衰變產生了一系列奇異的基本粒子，包括W及Z玻色子和希格斯玻色子。

- c. 10−33秒：空間受到暴脹的影響，在10−33至10−32秒，的一段時間內擴大倍數為1026。宇宙超冷凍的從大約1027降溫至1022k[2]。

- c. 10−32秒：宇宙的暴脹結束。熟悉的基本粒子現在形成了一種熱電離氣體湯，稱為夸克-膠子電漿；冷暗物質（如軸子）的假設成分也會在這個時間形成。

### 夸克時期
- c. 10−12秒：電弱相變：現代宇宙中常見的四種基本相互作用現在作為不同的力量運作。弱核力現在是一種短程力，因為它與電磁力分離，所以物質粒子可以獲得質量並與希格斯場相互作用。溫度仍然太高，夸克無法聚結為强子，夸克-膠子電漿持續存在（夸克時期）。宇宙冷卻至1015 k。
- c. 10−11秒：因為重子到反重子選區已經建立，重子生成可能是在物質比反物質占上風的情況下發生的。

### 強子時期
- c. 10−6秒：强子時期開始：當宇宙冷卻到大約1010 k，夸克-强子相變發生，夸克結合形成更複雜的粒子强子。這種夸克禁制包括質子和中子（核子）的形成，它們是原子核的組成部分。

### 輕子時期
- c. 1秒：輕子時期開始：宇宙冷卻到109 k。在這個溫度下，强子和反强子相互湮滅，留下輕子和反輕子；反夸克可能消失。引力控制著宇宙的膨脹：微中子從物質中退耦產生宇宙微中子背景。

### 光子時期
- c. 10秒：光子時期 開始：大多數輕子和反輕子相互湮滅。當電子和正電子相互湮滅時，剩下少量不匹配的電子；正電子消失。
- c. 10秒：宇宙由輻射的光子主導，普通物質粒子與光和輻射耦合，而暗物質粒子開始構建非線性結構，如暗物質暈。由於帶電的電子和質子阻礙了光的發射，宇宙變成了超熱的發光霧。
- c. 3分鐘：太初核合成： 核融合始於質子和中子形成的鋰、重氫（氘）和氦核。
- c. 20分鐘：核融合停止：正常物質由75%的氫原子核和25%的氦原子核組成；自由電子開始散射光。

## 物質時代

### 物質和輻射等價
- c. 47,000年（z=3600）：物質和輻射等價：在這個時代開始時，宇宙的膨脹正在以更快的速率減速。
- c. 70,000年：物質主導中的宇宙：因為可以形成最小結構的金斯長度開始下降，引力坍縮開始。

### 宇宙黑暗時期

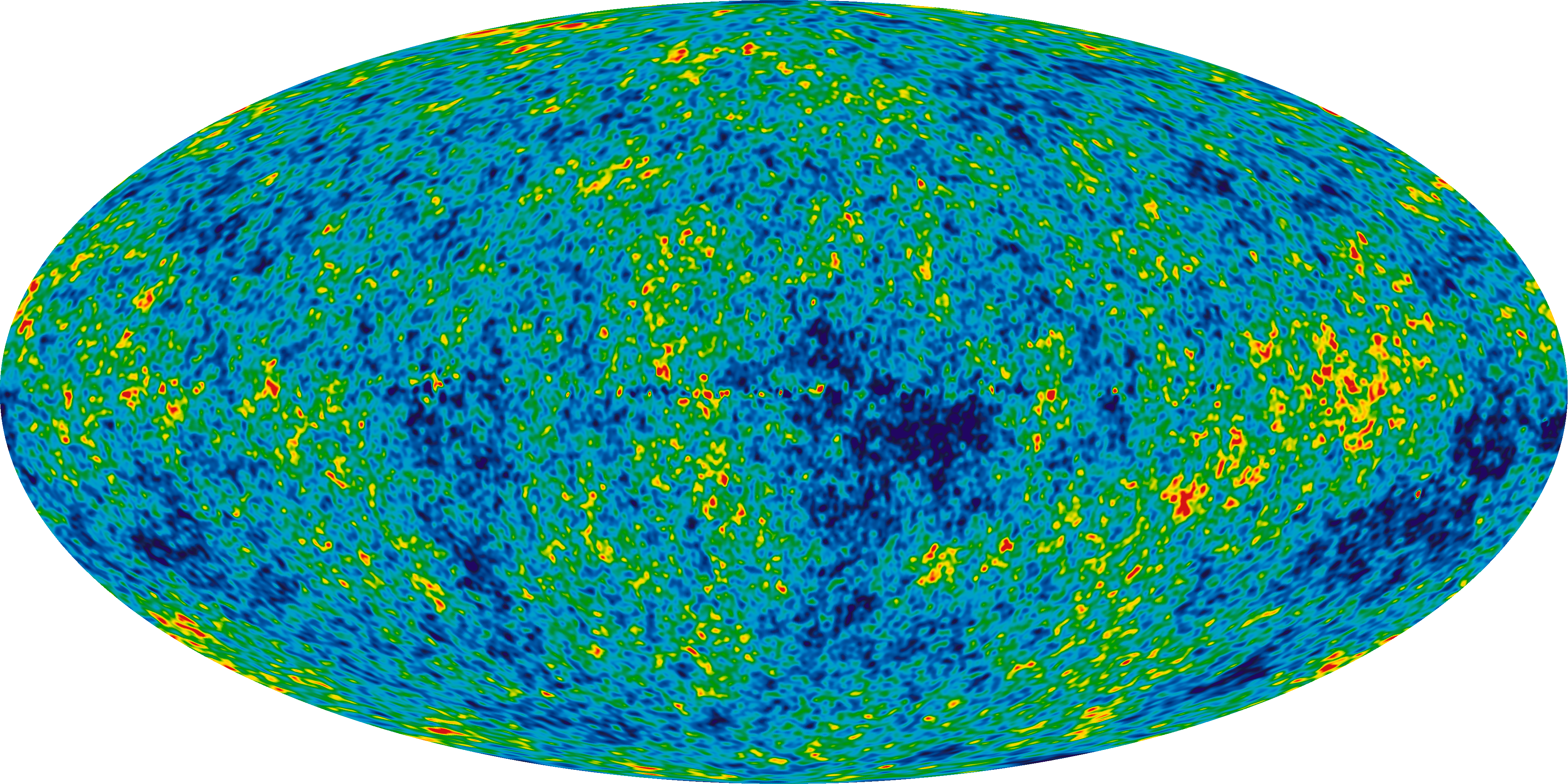
由WMAP9年數據創建的全天空宇宙微波背景輻射圖。

- c. 370,000 年（z=1,100）：「黑暗時期」是退耦，從宇宙第一次變得透明，到第一顆恆星形成之間的時期。  復合：電子與原子核結合形成原子，主要是氫和氦。因為電子重子等離子體變薄，此時氫和氦的分佈保持不變。溫度降至3,000k，普通物質粒子與輻射退耦。退耦時存在的光子與我們在宇宙微波背景（CMB）輻射中看到的光子相同。
- c. 400,000年：密度波開始印製特徵極化信號。
- c. 10-17百萬年：「黑暗時期」跨越了宇宙背景輻射的溫度從大約4,000K下降到約60K。這使得從大爆炸（紅移137–100）後的大約1,000萬到1,700萬間，有大約700萬年的時間裏，背景溫度在373 K到273 K之間，有可能出現液態水。勒布（2014）推測，原始生命原則上可能出現在這個窗口期，他稱之為「早期宇宙的宜居時代」[3][4][5]。
- c. 1億年：
  - 引力坍縮：普通物質粒子落入暗物質產生的結構中。
  - 再電離開始：較小的（恆星）和較大的非線性結構（類星體）開始形成。它們的紫外線電離了剩餘的中性氣體。
- 2–3億年：第一批恆星開始閃耀：因為許多是第三星族星（可能有少量第二星族星在這個時候形成），它們更大、更熱，而且它們的生命週期相當短。與後代的恆星不同，這些恆星是不含金屬的。再電離開始，中性氫吸收某些波長的光，產生耿恩-彼得森槽。暖-熱星系間介質（英语：Warm–hot intergalactic medium）中產生的電離氣體（尤其是自由電子）會導致一些散射的光，但由於宇宙膨脹和氣體聚集到星系中，其不透明度比復合前低得多。
  - 2億年：HD 140283，「瑪土撒拉」星形成，是宇宙中觀測到的未經證實的最古老的恆星。因為它是一顆第二星族星，一些人認為第二代恒星的形成可能很早就開始了[6]。 已知最古老的恒星（已確認）：SMSS J031300.36-670839.3形成
  - 3億年：第一個大型天體，原星系和類星體可能已經開始形成。隨著第三星族星的持續燃燒，恒星核合成開始運作。恆星主要通過融合氫來燃燒，產生更多的氦，這被稱為主序星。隨著時間的推移，這些恆星被迫融合氦，產生元素週期表上的碳、氧、矽和它重元素，直到生成鐵。當這些元素被超新星散播至鄰近的氣體雲中時，將導致更多第二星族星的恆星（貧金屬）和氣態巨行星的形成。
- 3.2億年（z=13.3）：HD1，經由光譜確認，已知最古老的星系形成[7]。
- 3.8億年：UDFj-39546284形成，未經證實的現時已知最古老類星體的記錄保持者[8]。
- 4.2億年：類星體MACS0647-JD形成，或許是最著名的類星體之一。
- 4.7億～5億年：Abell 1835 IR1916形成。

### 新生（Renaissance）
- 6億年：宇宙的文藝復興時期，黑暗時期結束，可見光開始主導整個宇宙。
  - HE 1523-0901，發現產生中子捕獲元素的最古老恆星形成了。這也標誌著用望遠鏡探測恆星的能力達到了新的水準[9]。
  - 銀河系可能形成：雖然HD 140283，「瑪土撒拉」星，被認為起源在更早的時期，但它可能來自後來通過我們銀河的星系而被合併的星系。在銀河系內被確認的最古老恆星是HE 1523-0901，是在哈伯極深空影像的極限上。
- 6.3億年（z=8.2）：GRB 090423，有記錄以來最古老的伽馬射線暴。表明超新星可能發生在宇宙演化的早期[10]。
- 6.7億年：EGS-zs8-1，觀測到的最遙遠的恆星爆發或萊曼斷裂星系形成。這表明星系相互作用發生在宇宙歷史的早期，因為星爆星系經常與碰撞和星系合併有關。
- 7億年：星系形成。較小的星系開始合併形成較大的星系。星系類型也可能在此時開始形成，包括耀變體、西佛星系、電波星系和矮星系，以及規則的類型（橢圓星系、棒旋星系和螺旋星系）。
  - UDFy-38135539，從再電離階段觀察到的第一個遙遠的類星體形成。
  - 矮星系z8 GND 5296形成。
  - 星系或可能的原星系A1689-zD1形成。
- 7.2億年：銀河系星系暈中的球狀星團可能形成。
  - 銀河系暈中的球狀星團NGC 6723形成。
- 7.4億年：銀河系中第二亮的球狀星團杜鵑座47形成。
- 7.5億年：星系IOK-1，一個萊曼α發射星系形成。
  - 比現在的銀河系大5倍，質量高100倍的星系，GN-108036形成。這說明了一些星系在很早的時候就達到了這個尺寸。
- 7.7億年：距離最遙遠的類星體之一，ULAS J1120+0641形成。最早具有超大質量黑洞特徵的星系之一，這表明大爆炸後不久就存在了如此大的物體。其光譜中大量的中性氫表明，它也可能剛剛形成或正在恆星形成過程中。
- 8億年：哈伯超深空看到的最遠距離。
  - 已知銀河系中最古老的恆星之一，SDSS J102915+172927形成。這是顆不尋常的第二星族星，金屬含量極低，主要由氫和氦組成。
  - HE0107-5240，另一顆最古老的第二星族星，是聯星系統的一顆成員。
  - LAE J095950.99+021219.1形成，是最遙遠的萊曼α發射體星系之一。萊曼α發射體被認為是像銀河系這樣的螺旋星系的祖先。
  - 球狀星團M2形成。
- 8.7億年：球狀星團M30在銀河系中形成。在經歷了核心坍縮之後，該球狀星團是密度最高的球狀星團之一。
- 8.9億年：星系SXDF-NB1006-2形成。
- 9億年：星系BDF-3299形成。
- 9.1億年：星系BDF-521形成。

### 星系時期
- 10億年（12.8 Gya, z=6.56）：
  - 星系HCM-6A：觀測到的最遙遠的正常星系形成。
  - 超亮類星體SDSS J0100+2802的形成，它擁有一個質量為120億太陽質量的黑洞，是宇宙早期發現的最大質量的黑洞之一。
  - HE1327-2326：第二星族星，據推測是由早期第三星族星星演化。
  - 哈勃深空的可見光極限。

再電離已經完成，星系際空間不再以耿恩-彼得森槽的形式顯示任何來自中性氫的吸收線。隨著宇宙膨脹和氣體落入星系，自由電子的光子散射繼續減少，儘管剩餘的中性氫雲會導致萊曼α森林，星系際空間現在是高度透明的。隨著更現代的星系形成和發展，儘管棒旋星系和橢圓星系比今天更罕見，星系的演化仍在繼續。由於宇宙的體積仍然很小，星系相互作用變得司空見慣，星系合併過程形成了越來越大的星系。星系可能已經開始聚類，創造了迄今為止宇宙中最大的結構：第一個星系團和超星系團出現。
- 11億年（12.7 Gya）：類星體 CFHQS 1641+3755的年齡。首先解決單顆恆星的球狀星團M4，形成於銀河系的光暈中。在眾多恆星聚集的集團中，PSR B1620-26 b形成。它是一顆氣態巨行星，被稱為「創世紀行星」或「瑪土撒拉」。它是宇宙中觀測到的最古老的系外行星，它圍繞著一顆脈衝星和一顆白矮星運行。
- 11.3億年（12.67 Gya）：球狀星團M12形成。
- 13億年（12.5 Gya）：一個明亮的紅外線星系WISE J224607.57-052635.0形成。圍繞著脈衝星，被稱為鑽石行星的PSR J1719-1438 b形成。
- 13.1億年（12.49 Gya）：球狀星團M53形成於距離銀河系中心60,000光年的地方。
- 13.9億年（12.41 Gya）：一個超亮的類星體S5 0014+81形成。
- 14億年（12.4 Gya）：BPS C531082-0001，凱雷爾星的年齡，一顆中子捕獲恒星，是銀河系中最古老的第二星族星之一。形成了第一個觀測到第一顆紅移超過5的類星體RD1形成。
- 14.4億年（12.36 Gya）：以大量「藍脫序星」聞名的球狀星團M80在銀河系中形成。
- 15億年（12.3 Gya）：M55在銀河系中形成。
- 18億年（12 Gya）：GRB 080916C爆發。這是有記錄以來持續23分鐘的最高能伽馬射線爆發。星系嬰兒潮（英语：Baby Boom Galaxy）形成。泰爾贊5號在與銀河系碰撞的過程中形成一個小的矮星系。攜帶被銀河系吞噬的瑪土撒拉星的矮星系，宇宙中已知最古老的恒星，成為銀河系眾多星族II的恆星之一。
- 20億年（11.8 Gya）：SN 1000+0216，觀測到的最古老超新星出現了，可能形成了脈衝星。球狀星團M15，已知有一個中介質量黑洞，是唯一一個被觀測到包含行星狀星雲的球狀星團，豌豆1形成。
- 20.2億年（11.78 Gya）：包含大量的變星（89顆），其中許多是天琴座RR型變星的球狀星團M62形成。
- 22億年（11.6 Gya）：銀河系內第三亮的球狀星團NGC 6752形成。
- 24億年（11.4 Gya）：類星體PKS 2000-330形成。
- 24.1億年（11.39 Gya）：球狀星團M10形成。被認為是「富含金屬」的Oosterhoff I型星團原型，球狀星團M3形成。也就是說，對於球狀星團來說，M3具有相對較高豐度的較重元素。
- 25億年（11.3 Gya）：銀河系最大的球狀星團半人馬座ω形成
- 26億年（11.2 Gya）：被稱為第一個被觀測到的系外行星系統，HD 130322行星系形成。
- 30億年（10.8 Gya）：格利澤581行星系形成：格利澤581c是第一顆被觀測到的海洋行星，和格利澤581d是一顆超級地球行星，可能是第一顆被觀察到適居行星的形成。葛利澤581d是第一顆在母恒星宜居帶內運行的類地質量系外行星，因此它更有可能形成生命。
- 33億年（10.5 Gya）：觀測到的最古老的宏觀螺旋星系，BX442形成。
- 35億年（10.3 Gya）：記錄到目前已知距離地球最遠的Ia超新星超新星SN UDS10Wil。
- 38億年（10 Gya）：球狀星團NGC 2808形成：在最初的2億年內形成了3代恒星。
- 40億年（9.8 Gya）：類星體3C 9形成。由星系合併形成的仙女座星系，開始與銀河系碰撞。巴納德星、紅矮星，可能已經形成。記錄到的貝多芬爆裂 (GRB 991216)。一顆位於其母恒星格利澤667宜居帶的行星，格利澤677 CC形成。
- 45億年（9.3 Gya）：仙女座猛烈的恒星形成使其成為一個明亮的紅外星系。
- 50億年（8.8 Gya）：最早的星族I，或類太陽恒星：由於重元素飽和度如此之高，行星狀星雲出現在岩石物質凝固的地方。這些托兒所導致岩石類地行星、衛星、小行星和冰凍彗星的形成。
- 51億年（8.7 Gya）：
  - 星系碰撞：銀河系的旋臂形成了恆星形成的主要時期。
- 53億年（8.5 Gya）：
  - 巨蟹座55b，一顆「熱木星」，觀測到的第一顆環繞恆星運行的系外行星形成。
  - 克卜勒11行星系統：形成了迄今為止發現的最平坦、最緊湊的系統。克卜勒11c，被認為是一顆擁有氫氦大氣層的巨大海洋行星。
- 58億年（8 Gya）：飛馬座51b，也稱為「柏勒洛豐」（英語：Bellerophon），是第一顆圍繞主序星運行的系外型星。
- 59億年（7.9 Gya）：被稱為第一個通過天體測量學觀測到的行星系統，HD 176051形成。
- 60億年（7.8 Gya）：
  - 許多像NGC 4565這樣的星系變得相對穩定。橢圓星系是由螺旋星系與像** 宇宙繼續組織成更大更寬的結構，由星系團、超星團和空洞組成的長城、薄片和細絲結晶。這種結晶是如何發生的仍然是猜測。當然，像武仙-北冕長城這樣的超級結構的形成可能發生得更早，可能與星系首次出現的時間差不多。 無論哪種管道，可觀測宇宙看起來都更加現代。
- 62億年（7.7 Gya）：在三合星系統的單顆恆星軌道上觀測到的第一顆氣態巨行星天鵝座16Bb，被認為具有宜居特性或至少能够支撐水的軌道衛星。
- 63億年（7.5 Gya，z=0.94）：有記錄以來肉眼看到的最遠的伽馬射線爆發GRB 080319B。 富含金屬的球狀星團泰爾贊7號，形成於人馬座矮橢球星系。
- 65億年（7.3 Gya）：行星系統HD 10180形成（比巨蟹座55和克卜勒11系統大）。
- 69億年（6.9 Gya）：橙巨星大角星形成。
- 76.4億年（6.16 Gya）： 
  - 天壇座μ 行星系統形成：在圍繞一顆黃色恒星運行的四顆行星中，天壇座μc是最早從地球上觀測到的類地行星之一。
- 78億年（6.0 Gya）：圍繞其母恒星克卜勒452運行，似孿生地球的克卜勒452b形成。
- 79.8億年（5.82 Gya）：聯星系統鯨魚座ο（米拉變星）形成。離太陽最近的恒星系統半人馬座α（南門二）形成。潜在的類地行星GJ 1214 b，或葛利澤1214 b形成。
- 82億年（5.6 Gya）：
  - 鄰近的黃色恆星鯨魚座τ形成：五顆行星最終從其行星狀星雲中演化出來，圍繞這顆恒星運行。鯨魚座τe因為圍繞在恒星宜居帶的高溫內緣運行，被認為是有潜在生命的行星。
- 85億年（5.3 Gya）：記錄被認為是最長的28分鐘「聖誕爆裂」的GRB 101225A。

### 加速時期
- 88億年（5 Gya, z=0.5）：加速度。在宇宙膨脹正在放緩的物質主導時期之後，暗能量主導時期開始[11]。
- 88億年（5 Gya）：確認了星團中三顆系外行星的軌道恆星，其中包括孿生太陽雙胞胎的疏散星團M67形成。
- 90億年（4.8 Gya）：大熊座中的紅矮星拉蘭德21185形成。
- 91.3億年（4.67 Gya）：半人馬座南門二三合星系統的毗鄰星形成。

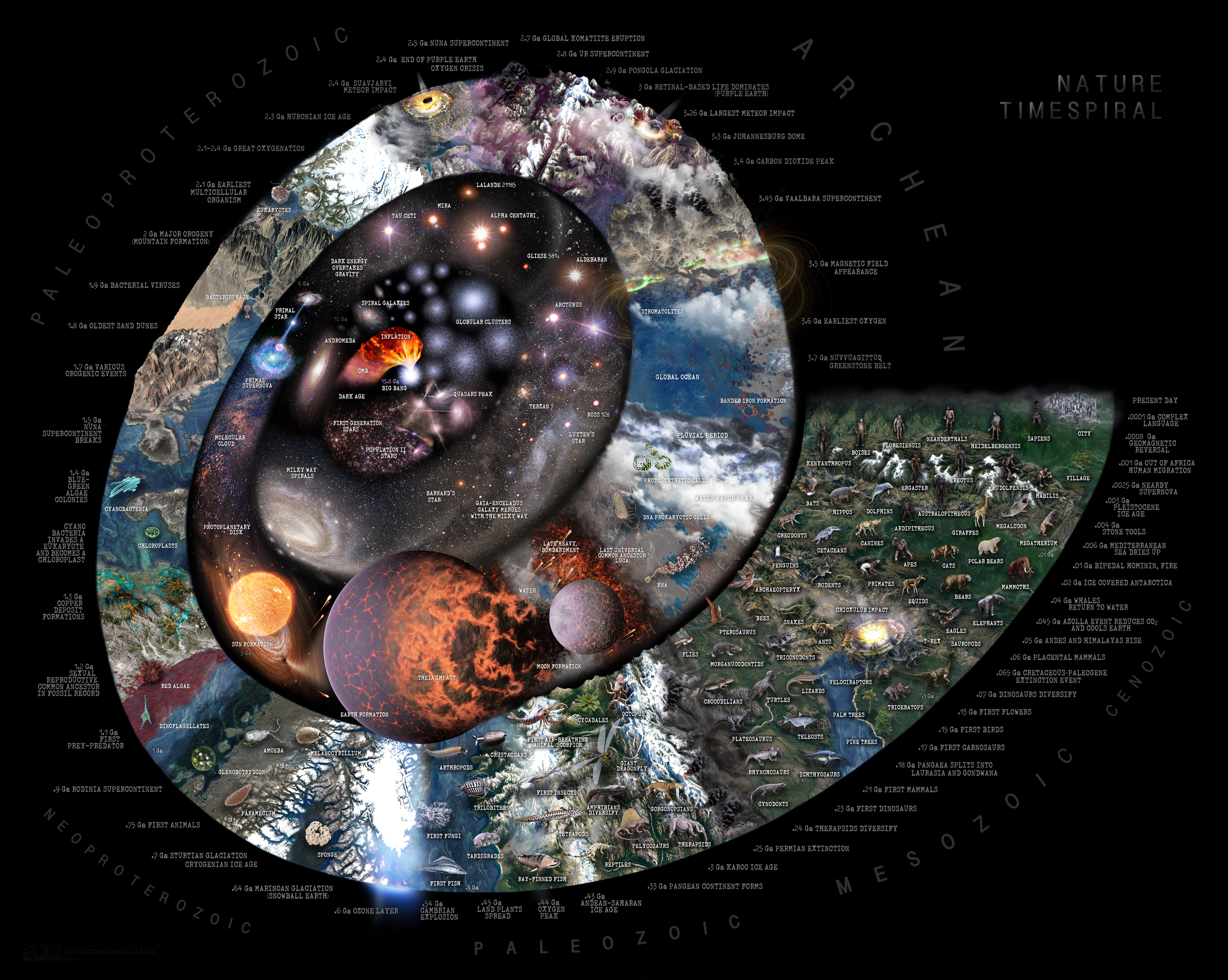
以螺旋狀描繪自然歷史的顯著宇宙學和其他事件。在中間的左邊，可以看到原始的超新星，並繼續創造太陽、地球和月球（由特亞撞擊）可以看出

## 太陽系形成的時代
- 92億年（4.6–4.57 Gya）：原始超新星，可能觸發太陽系的形成。
- 92.318億年（4.5682 Gya）：太陽形成，太陽星雲開始形成行星的吸積。
- 92.3283億年（4.56717–4.55717 Gya）：4顆類木行星（木星、土星、天王星、海王星）圍繞太陽演化。
- 92.57億年（4.543–4.5 Gya）：太陽系由八顆行星組成，四顆類地行星（水星， 金星， 地球， 火星) 圍繞太陽演化。由於吸積，許多較小的行星在原始太陽周圍形成軌道，其中一些軌道相互衝突，開始了早期重轟炸（英语：Early Heavy Bombardment）。前寒武紀時期和冥古宙時期始於地球。前諾亞紀時期始於火星。水星的前托爾斯泰揚（英语：Pre-Tolstojan）時期開始了：一顆大行星撞擊水星，剝離了它原始地殼和地涵的外層，使行星的核心暴露在外，使水星的鐵含量非常高。許多伽利略衛星可能在此時形成，包括歐羅巴和泰坦，它們現時可能適合某種形式的生物。
- 92.66億年（4.533 Gya）：在假設的小行星特亞的巨大撞擊之後，形成地球-月球系統。月球的引力有助於穩定地球自轉軸的擺動。月球的前酒海紀時期開始。
- 92.71億年（4.529 Gya）：冥王星大小的小行星與火星的重大碰撞在火星上建立了火星分界：火星北極盆地形成。
- 93億年（4.5 Gya）：
  - 太陽成為主序星的黃色恒星：形成歐特雲和古柏帶，一股類似哈雷彗星和海爾-波普的彗星開始穿過太陽系，有時會與行星和太陽碰撞。
- 93.96億年（4.404 Gya）：地球表面可能存在液態水，這可能是由於大氣中甲烷和二氧化碳含量高導致的溫室效應而變暖。
- 94億年（4.4 Gya）：最像地球的行星之一，克卜勒438b在母恒星周圍的原行星星雲形成。
- 95億年（4.3 Gya）：大規模的隕石撞擊在月球上形成了南極-艾特肯盆地，與位於月球南翼的一條巨大的山脈鏈，有時被稱為「萊布尼茨山脈」。
- 96億年（4.2 Gya）：塔爾西斯高原廣泛的火山活動區在火星上變得活躍。根據地球上火山活動的强度，塔爾西斯岩漿可能產生了1.5巴的CO2大氣層和120米深的全球水層，增加了氣候中的溫室氣體效應，也增加了火星的地下水位。月海最古老樣本的年齡。
- 97億年（4.1 Gya）：木星和土星軌道上的共振將海王星移動到古柏帶，導致那裡的小行星和彗星分裂。結果，後期重轟炸襲擊了太陽系內部。土星的一顆衛星米瑪斯上的赫歇爾撞擊坑形成。火星上最大的明確結構，希臘平原在隕石的撞擊下形成。位於火星南部高地的安西瑞斯山，是在隕石撞擊後，隆起於赫拉斯平原東北邊緣的一個孤立山塊（山）。
- 98億年（4 Gya）：第一顆通過凌日探測到的行星HD 209458 b形成。透鏡星系M85被星系相互作用破壞，產生了複雜的外殼和波紋的外部結構。仙女座和三角座的星系經歷了近距離的相遇，當三角座星系的外盤扭曲時，仙女座星系的恒星大量形成。
- 98.61億年（3.938 Gya）：隕石撞擊月球的主要時期，雨海形成。
- 98.8億年（3.92 Gya）：大型撞擊事件形成神酒海，神酒海噴出的噴出物形成了月球高地上部密集的坑坑窪窪。月球的酒海紀時期開始。
- 99億年（3.9 Gya）：水星上的托爾斯泰撞擊坑形成。卡洛里盆地在水星上形成，導致了「怪異地形」的形成。地震活動引發了水星上的全球火山活動。水星上的林布蘭撞擊坑形成。水星的卡洛里時期開始。阿耳古瑞平原是小行星撞擊火星形成的：周圍環繞著崎嶇的山丘，這些山丘在盆地周圍形成同心和放射狀的圖案，包括查瑞騰和涅瑞達山脈在內的幾個山脈在其尾流中隆起。
- 99.5億年（3.85 Gya）：月球上後雨海時期開始。風暴洋紀 KREEP鎂套件資料最早出現Earliest appearance of Procellarum KREEP Mg suite materials
- 99.6億年（3.84 Gya）：小行星撞擊月球表面形成東方海，碰撞在月球地殼中產生波紋，導致三個同心圓特徵，即魯克山脈和 科迪勒拉山脈。
- 100億年（3.8 Gya）：繼後期重轟炸對月球的影響之後，大型熔融的海凹陷佔據了月球表面，月球硫化作用的主要時期開始（3 Gyr）。地球的太古宙時期開始。
- 102億年（3.6 Gya）：火星上面積最大的火山，阿爾巴山形成。
- 104億年（3.5 Gya）：地球上最早的生命化石痕迹（疊層石）。
- 106億年（3.2 Gya）：
  - 火星的亞馬遜時期開始：火星大氣變薄到現在的密度。儲存在上地殼（巨型風化層）中的地下水開始凍結，形成厚厚的冰凍圈，覆蓋著更深的液態水區域。
  - 月球上的愛拉托遜時期開始：二氧化碳凍結組成的乾冰形成。月球上的主要地質力量來自小天體形成的撞擊坑。
- 108億年（3 Gya）：水星上的貝多芬撞擊坑形成。不同於月球上許多類似大小的盆地，貝多芬撞擊坑不是多環的，噴出物的掩埋使隕石坑的邊緣幾乎看不見。
- 112億年（2.5 Gya）： 元古宙時期開始。
- 116億年（2.2 Gya）： 
  - 火星地質史上最后一個大構造時期：太陽系中最大的峽谷複合體，水手號峽谷形成。雖然有一些關於熱溶喀斯特活動甚至水蝕的暗示，但有人認為水手號峽谷是裂谷斷層。

## 最近的歷史
- 118億年（2 Gya）：仙女座星系中的恆星形成速度減慢。霍格天體由星系碰撞形成。太陽系中最大的火山，奧林帕斯山形成。
- 121億年（1.7 Gya）：人馬座矮橢球星系被捕獲到銀河系周圍的軌道上
- 127億年（1.1 Gya）：
  - 月球的哥白尼時期開始：由具有年輕的明亮光學射紋系統的撞擊坑定義。
- 128億年（1 Gya）： 
  - 水星的古柏紀（10億年前迄今）開始：現代水星，一顆荒涼、寒冷的星球，受到太空侵蝕和太陽風極端的影響。
  - 仙女座與其伴星系M32和M110之間的相互作用。
  - 星系NGC 3077與M82的碰撞形成了它的圖案狀螺旋盤。
  - 土星的衛星泰坦開始演化可識別的地表特徵，包括河流、湖泊和三角洲。
- 130億年（8億年前）：對月球表面風暴洋的撞擊形成哥白尼環形山。它有露台內牆和30公里寬的傾斜城牆，下降到周圍的月海約一公里
- 131.75億年（6.25億年前）： 畢宿星團形成。由數百顆恆星組成，大致呈球形的疏散星團。它們具有相同的年齡、起源地、化學成分和在太空中的運動。
- 131.5-132.1億年（6.5–5.9億年前）：恆星五車二（御夫座α）系統形成。
- 132億年（6億年前）：
  - 螺旋星系的碰撞導致了觸鬚星系開始成形。M51與NGC 5195相撞，形成了一個目前相聯的星系系統。
  - 圍繞母星HD 189733的系外行星HD 189733 b形成：第一顆揭示其大氣層氣候、有機成分甚至顏色（藍色）的行星。
- 133.45億年（4.55億年前）：銀河系中，鄰近地球的織女星形成。 Vega, the fifth-brightest star in Earth's galactic neighbourhood, forms.
- 135–136億年（3億-2億年前）：從地球上觀察最亮的恆星天狼星形成。
- 137億年（1億年前）：昴宿星團形成。
- 137.3億年（7,000萬年前）：對於導航很重要的北極星，勾陳一形成。
- 137.8億年（2,000萬年前）：獵戶座星雲可能形成。
- 137.88億年（1,200萬年前）：心宿二形成。
- 137.92億年（760萬年前）：參宿四形成。
- 138億年（沒有不確定性）：今天[12]。

## 外部連結
- 自然歷史年表 （页面存档备份，存于）